# Victory (draaiorgel)

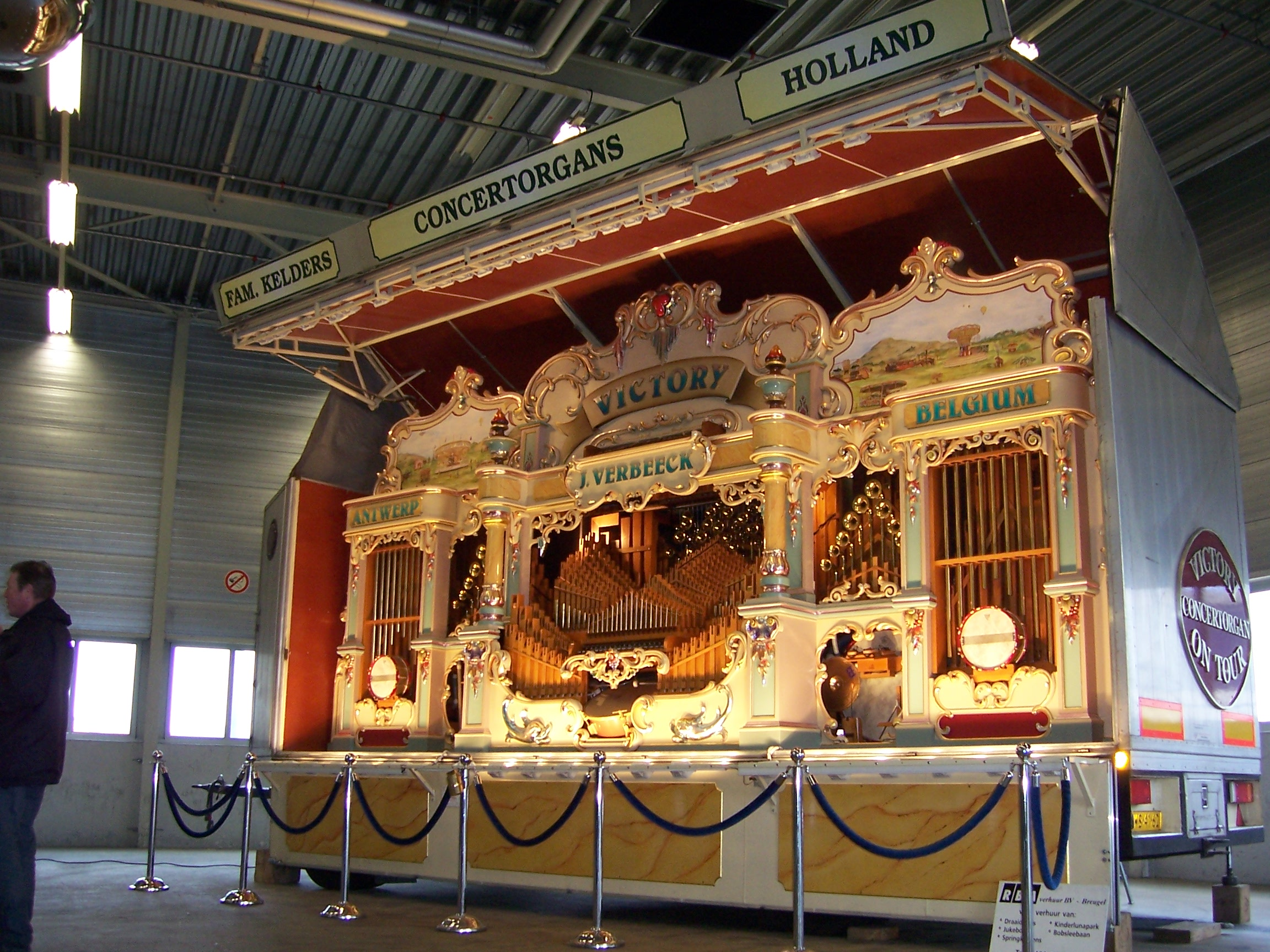
De Victory tijdens de Familiedag in de DAF-Fabriek te Eindhoven

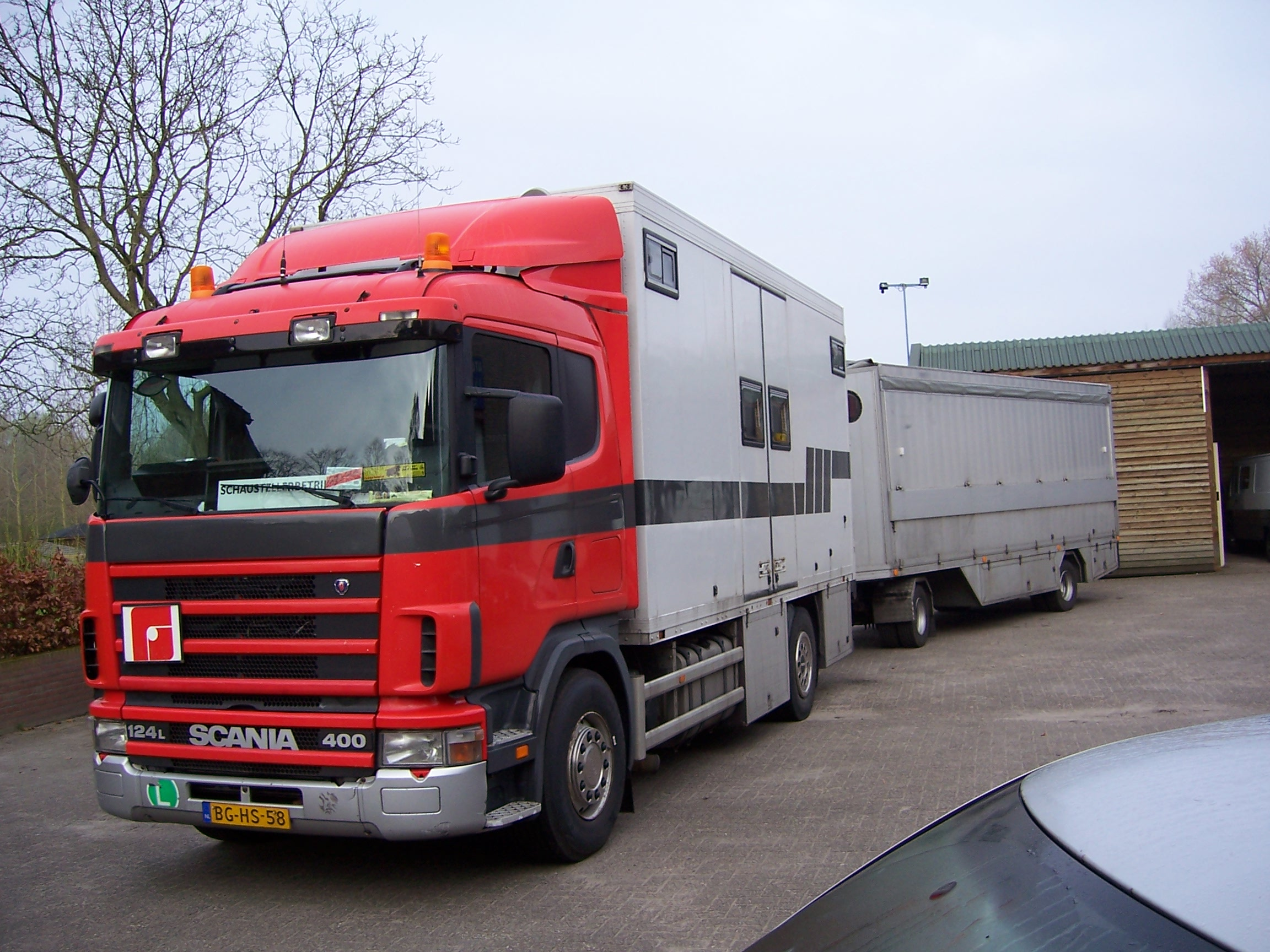
Het transport van de Victory.

De Victory is een transportabel draaiorgel. Het orgel werd in de eerste helft van het jaar 2003 in Breugel afgebouwd en gepresenteerd.
Het is een 118 toets draaiorgel met 24 registers. Het orgel werd gebouwd door de firma Johnny Verbeeck orgelbouw uit Sint-Job-in-'t-Goor in opdracht van een bedrijf dat het exploiteert voor verhuur tijdens festiviteiten. Hoewel het orgel veel overeenkomsten vertoont met een traditioneel draaiorgel, wordt het meestal een concertorgel genoemd. Dit onder meer omdat door specifieke combinaties van registers te gebruiken de klank kan worden opgeroepen van een theaterorgel, een kerkorgel, en ook een traditioneel draaiorgel. Het orgel wordt aangestuurd door middel van draaiorgelboeken of een MIDI-systeem. Er zijn zeven CD's met muziek van dit draaiorgel uitgebracht.
Het orgel is het grootste in zijn geheel vervoerbare draaiorgel ter wereld; het hoeft voor transport niet ontmanteld te worden. Voor het orgel is een speciale geïsoleerde aluminium aanhangwagen gebouwd die volledig hydraulisch wordt geplaatst en opgebouwd. Een 15 kVA stroomgenerator voor de elektrische aandrijving en de benodigde showverlichting is ingebouwd. Het totaalgewicht van het draaiorgel plus de trekkende vrachtwagen bedraagt 21000 kg, met een afstempelgewicht van 3500 kg.